# Міс Франція

Логотип конкурсу

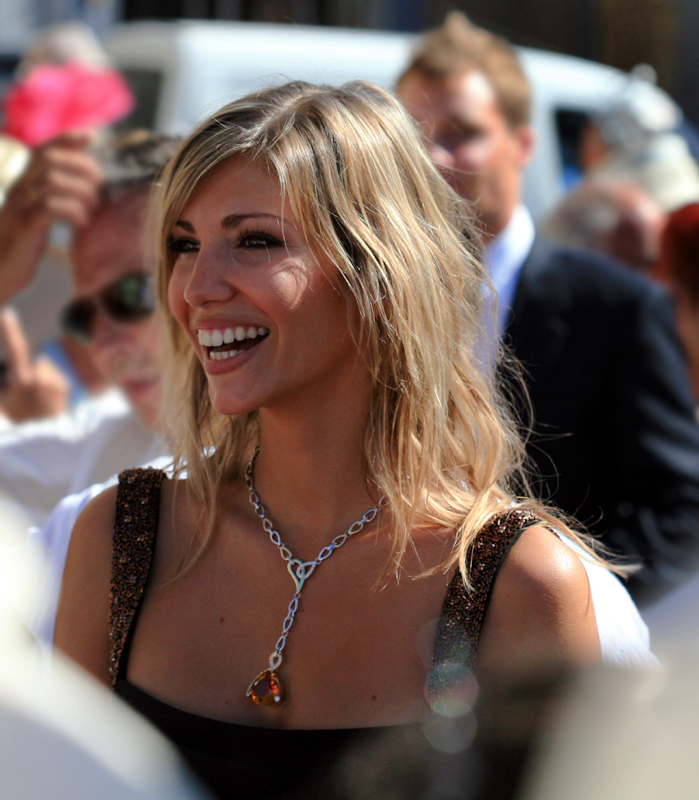
Александра Розенфельд, Міс Франція 2006

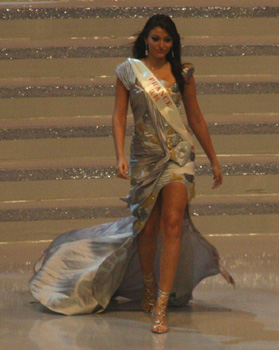
Рашель Легрен-Трапани, Міс Франція 2007 на конкурсі Міс Світу 2007)

«Міс Фра́нція» — щорічний конкурс краси, який проводиться у Франції. Права показу по телебаченню належать з 2002 року компанії Endemol . Цій компанії також належать права на проведення конкурсу у Франції та подання його на конкурсах Міс Світу та Міс Всесвіт. Конкурс Міс Франція розпочато як конкурс Комітет Міс Франція (фр. Comité Miss France), президентом якого є Женев'єв де Фонтене (фр. Geneviève de Fontenay) .
Конкурс зазвичай проходить щороку в грудні . Міс Франція 2010, Маліка Менар отримала титул 5 грудня 2009 року. Як приз вона отримала нову машину, квартиру в Парижі на рік, і 4 000 євро .

## Правила
Конкурс поєднує в собі 33 регіональні конкурси краси по провінціях Франції, а також по заморським територіям. Метод вибору переможниці змінюється щороку. Переможниця минулого року є однією з суддів у конкурсі. Міс Франція протягом року бере участь у благодійних заходах і виступає по телебаченню. Переможниця 2010 Маліка Менар з'явилася на телебаченні вперше .
Новій Міс Франція необхідно:
- бути народженою на території Франції або в одному з її домініонів;
- бути віком від 18 до 24 років на листопад року участі в конкурсі;
- мати талію не менше 1.7;
- не бути в шлюбі, не мати дітей і не жити в громадянському шлюбі;
- мати гарну репутацію, мораль і освіту, не викликатись до поліції.

Не повинна:
- мати шокуючий імідж в манері, яка могла бути несумісним або робити перешкоду прав організаторів;
- брати участь у конкурсах краси;
- брати участь у рекламних акціях;
- мати татуювання або пірсинг, за винятком сережок у вухах.

## Історія

### Перед Другою світовою війною
Перший організатор конкурсу Моріс де Валеф (фр. Maurice de Waleffe) був журналістом. 1920 року він організував конкурс краси. Він називався «La plus belle femme de France» — «Найкрасивіша жінка Франції» .
У першому конкурсі брало участь 1700 учасниць, з яких судді вибрали 49 фіналісток. Щотижня сім учасниць вибувало з конкурсу. Переможницею стала Аньєс Сурі (фр. Agnès Souret) . Конкурс був повторений 1921 року, переможницею стала Полін По (фр. Pauline Pô), а потім припинився.
1926 року конкурс перейменований в «Міс Франція». Конкурс був припинений 1940 року через Другу світову війну, Моріс де Валеф помер 1946 року .

### Після Другої світової війни
1947 року кілька різних груп знову організували національний конкурс, який проходив під колишньою назвою: «Міс Франція».
Один із засновників нового конкурсу Жан Ребо (фр. Jean Raibaut), організував «Club Charly's» 1950 року . Також серед організаторів були Гі Рінальдо (фр. Guy Rinaldo) і Луї де Фонтані (фр. Louis de Fontenay), які пропонували назву «Комітет Міс Франція» («Comité Miss France») 1947 року. 1951 року переможниця конкурсу брала участь в конкурсі «Міс Світу» і «Міс Всесвіт». 1952 року назва «Комітет Міс Франція» перестала існувати, а 1954 року Рінальдо очолив конкурс. З цього року переможниця конкурсу стала брати участь в конкурсі «Міс Європа» .

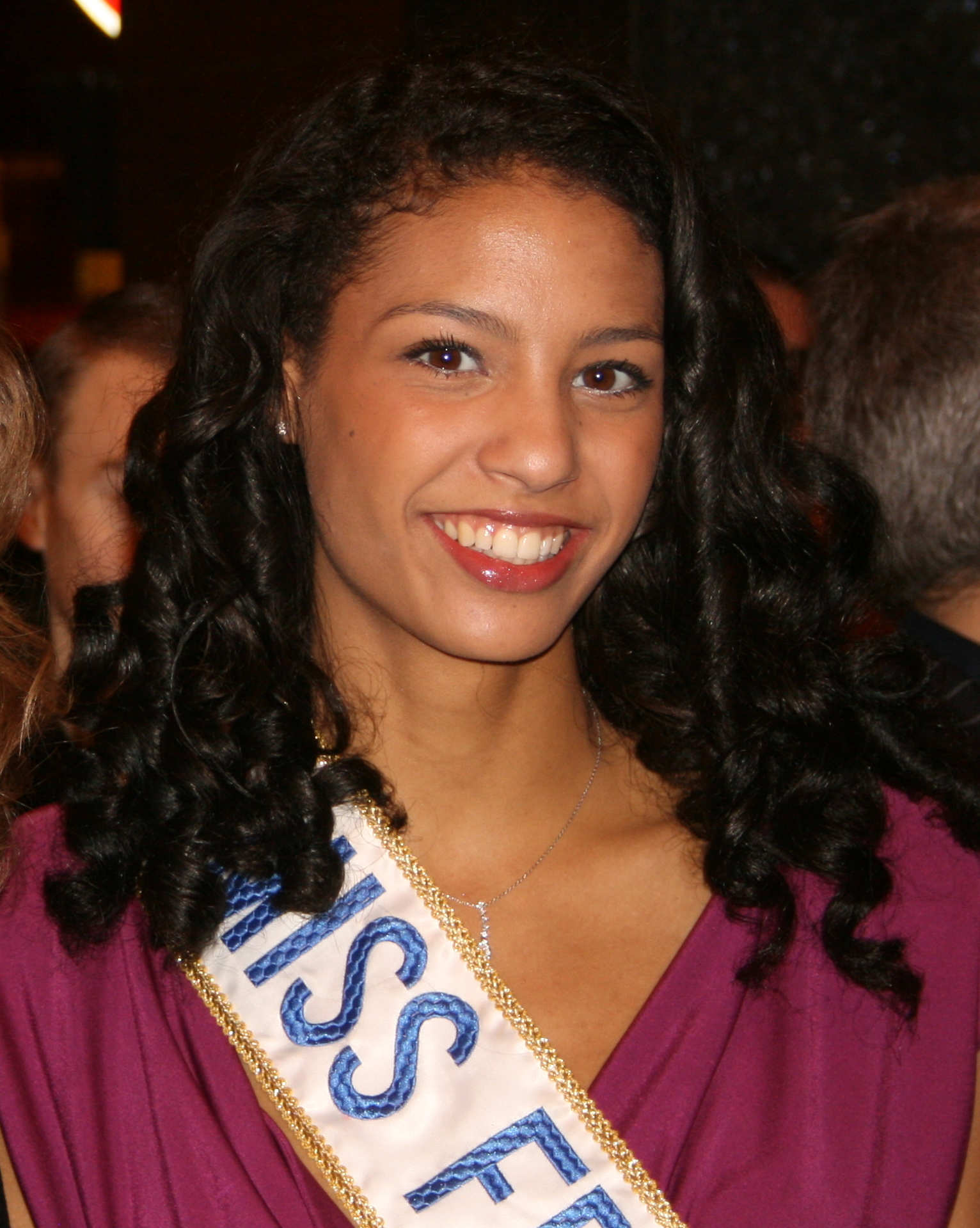
Клое Морто, Міс Франція 2009

## Переможниці конкурсу Міс Франція

### Перші переможниці

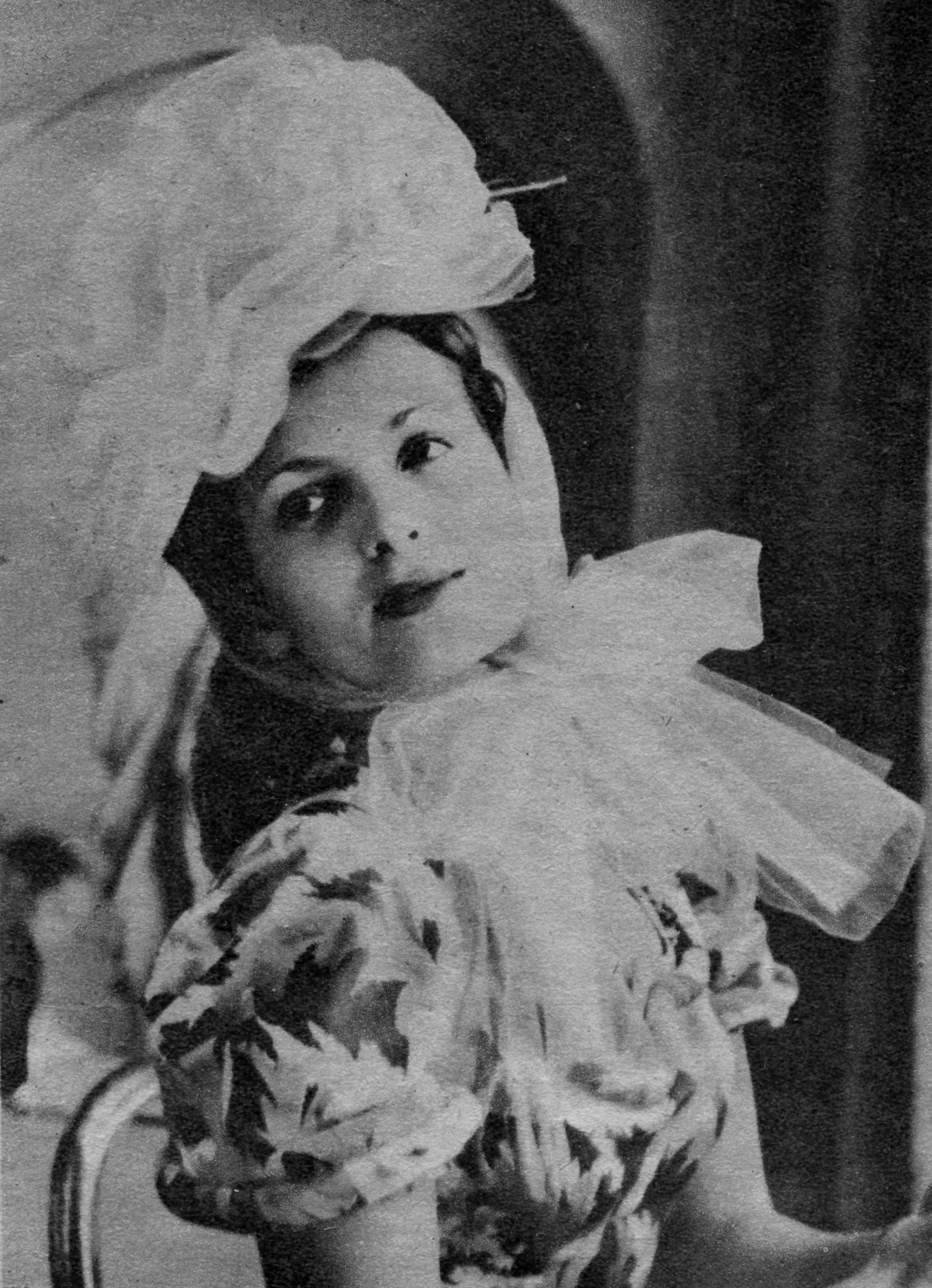
Жюльєтт Фігера, Міс Франція 1949

| Рік  | Переможець                    |
| ---- | ----------------------------- |
| 1920 | Аньєс Суре (фр. Agnès Souret) |
| 1921 | Полін По (фр. Pauline Pô)     |

### Список переможниць перед Другою світовою війною
| Рік  | Міс Франція                                               |
| ---- | --------------------------------------------------------- |
| 1926 | Роберта Кюзе (фр. Roberte Cusey)                          |
| 1927 | Раймонда Аллен (фр. Raymonde Allain)                      |
| 1928 | Жермен Лаборд (фр. Germaine Laborde)                      |
| 1929 | Мадлен Мург (фр. Madeleine Mourgues)                      |
| 1930 | Івет Лабрусс (фр. Yvette Labrousse)                       |
| 1931 | Жанна Жюйя (фр. Jeanne Juillia)                           |
| 1932 | Люсьєн Намія (фр. Lucienne Nahmias)                       |
| 1933 | Емільєнна Кессон де Суза (фр. Emilienne Quesson de Souza) |
| 1934 | Сімон Баріє (фр. Simone Barillier)                        |
| 1935 | Елізабет Піц (фр. Elisabeth Pitz)                         |
| 1936 | Лінн Лассаль (фр. Lynne Lassal)                           |
| 1937 | Жаклін Жане (фр. Jacqueline Janet)                        |
| 1938 | Анні Гарріг (фр. Annie Garrigues)                         |
| 1939 | Жінетт Катр'ян (Ginette Catriens)                         |
| 1940 | Жозефін Ладвіг (фр. Joséphine Ladwig)                     |

### Список переможниць після Другої світової війни
Переможниці брали участь у конкурсах Міс Світу та Міс Всесвіт.
     Учасниця конкурсу Міс Світу чи Міс Всесвіт переможниця конкурсу міс Франція
     На конкурсі зайняла місце в першій десятці
| Рік  | Міс Франція                                               | Міс Франція на конкурсі Міс Світу                 | Міс Франція на конкурсі Міс Всесвіт              |
| ---- | --------------------------------------------------------- | ------------------------------------------------- | ------------------------------------------------ |
| 1947 | Івонн Візе (фр. Yvonne Viseux)                            |                                                   |                                                  |
| 1948 | Жаклін Донні (фр. Jacqueline Donny)                       |                                                   |                                                  |
| 1949 | Жюльєтт Фігера (фр. Juliette Figueras)                    |                                                   |                                                  |
| 1950 | Маріз Делор (фр. Maryse Delort)                           |                                                   |                                                  |
| 1951 | Ніколь Друен (фр. Nicole Drouin)                          | Жаклін Лемуан (фр. Jacqueline Lemoine)            |                                                  |
| 1952 | Жозіан Пуї (фр. Josiane Pouy)                             | Ніколь Друен                                      | Клод Годар (фр. Claude Godart)                   |
| 1953 | Сільвіан Карпантьє (фр. Sylviane Carpentier)              | Деніз Пер'є (фр. Denise Perrier)                  | Крістіана Мартель (фр. Christiane Martel)        |
| 1954 | Ірен Тюнк (фр. Irène Tunc)                                | Клодін Блез (фр. Claudine Bleuse)                 | Жаклін Бер (фр. Jacqueline Beer)                 |
| 1955 | Веронік Зюбер (фр. Véronique Zuber)                       | Жизель Т'єррі (фр. Gisele Thierry)                | Клоді Петі (фр. Claudie Petit)                   |
| 1956 | Маріз Фабр (фр. Maryse Fabre)                             | Женев'єв Солар (фр. Genevieve Solare)             | Аніта Треєн (фр. Anita Treyens)                  |
| 1957 | Сільві-Розін Нюме (фр. Sylvie-Rosine Numez)               | Клодетт Наварро (фр. Claudette Inés Navarro)      | Ліза Сімон (фр. Lisa Simon)                      |
| 1958 | Монік Негле (фр. Monique Negler)                          | Клодін Оже (фр. Claudine Auger)                   | Монік Булінге (фр. Monique Boulinguez)           |
| 1959 | Монік Широн (фр. Monique Chiron)                          | Марі Елен Трове (фр. Marie Hélène Trové)          | Франсуаза Сен-Лоран (фр. Françoise St-Laurent)   |
| 1960 | Бріжіт Баразе (фр. Brigitte Barazer de Lannurien)         | Діана Медіна (фр. Diane Medina)                   | Флоранс Ері (фр. Florence Eyrie)                 |
| 1961 | Люсі Оже (фр. Luce Auger)                                 | Мішель Варн'є (фр. Michèle Wargnier)              | Сімона Даро (фр. Simone Darot)                   |
| 1962 | Монік Лемер (фр. Monique Lemaire)                         | Монік Лемер                                       | Сабін Сюрже (фр. Sabine Surget)                  |
| 1963 | Мюгетт Фабрі (фр. Muguette Fabris)                        | Мюжет Фабрі                                       | Монік Лемер                                      |
| 1964 | Жаклін Геро (фр. Jacqueline Gayraud)                      | Жаклін Геро                                       | Едіт Ноель (фр. Edith Noël)                      |
| 1965 | Крістіан Сібеллін (фр. Christiane Sibellin)               | Крістіан Сібеллін                                 | Марі-Тереза Тюйо (фр. Marie-Thérèse Tullio)      |
| 1966 | Мішель Буле (фр. Michèle Boulé)                           | Мішель Буле                                       | Мішель Буле                                      |
| 1967 | Жанна Бек (фр. Jeanne Beck)                               | Кароль Но (фр. Carole Noe)                        | Анн Верн'є (фр. Anne Vernier)                    |
| 1968 | Крістіан Лілльйо (фр. Christiane Lillio)                  | Неллі Галерн (фр. Nelly Gallerne)                 | Елізабет Кадрен (фр. Elizabeth Cadren)           |
| 1969 | Сюзанна Англі (фр. Suzanne Angly)                         | Сюзанна Англі                                     | Агата Кон'є (фр. Agathe Cognet)                  |
| 1970 | Мішлін Барен (фр. Micheline Baurain)                      | Мішлін Барен                                      | Франсуаза Дюран-Бео (фр. Françoise Durand-Behot) |
| 1971 | Міріам Стокко (фр. Myriam Stocco)                         | Міріам Стокко                                     | Міріам Стокко                                    |
| 1972 | Шанталь Був'є де ля Мот (фр. Chantal Bouvier de la Motte) | Клодін Кассеро (фр. Claudine Cassereau)           | Клодін Кассеро                                   |
| 1973 | Ізабель Надя Крумакер (фр. Isabelle Nadia Krumacker)      | Ізабель Надя Крумакер                             | Ізабель Надя Крумакер                            |
| 1974 | Една Тепава (фр. Edna Tepava)                             | Една Тепава                                       | Бріжітт Марі Флаяк (фр. Brigitte Marie Flayac)   |
| 1975 | Софі Соня Перен (фр. Sophie Sonia Perin)                  | Софі Соня Перен                                   | Софі Соня Перен                                  |
| 1976 | Монік Ульдарік (фр. Monique Uldaric)                      | Монік Ульдарік                                    | Монік Ульдарік                                   |
| 1977 | Веронік Фаго (фр. Véronique Fagot)                        | Веронік Фаго                                      | Веронік Фаго                                     |
| 1978 | Паскаль Торюа (фр. Pascale Taurua)                        | Келлі Оаро (фр. Kelly Hoarau)                     | Бріжіт Коньович (фр. Brigitte Konjovic)          |
| 1979 | Сільвія Парера (фр. Sylvie Hélène Marie Parera)           | Сільвія Парера                                    | Сільвія Парера                                   |
| 1980 | Патрисія Барзік (італ. Patricia Barzyk)                   | Патрисія Барзік                                   | Бріжітт Шоке (фр. Brigitte Choquet)              |
| 1981 | Ізабель Софі Бенар (фр. Isabelle Sophie Benárd)           | Ізабель Софі Бенар                                | Ізабель Софі Бенар                               |
| 1982 | Сабріна Бельваль (фр. Sabrina Belleval)                   | Мартіна Марі Філіппс (фр. Martine Marie Philipps) | Мартіна Марі Філіппс                             |
| 1983 | Ізабель Тюрпо (фр. Isabelle Turpault)                     | Фредеріка Леруа (фр. Frederique Marcelle Leroy)   | Фредеріка Леруа                                  |
| 1984 | Мартіна Робін (фр. Martine Robine)                        | Мартіна Робін                                     | Мартіна Робін                                    |
| 1985 | Сюзанна Іскандар (фр. Suzanne Iskandar)                   | Наталі Джонс (фр. Nathalie Jones)                 | Сюзанна Іскандар                                 |
| 1986 | Валері Паскаль (фр. Valérie Pascale)                      | Катрін Кер'ю (фр. Catherine Carew)                | Катрін Кер'ю                                     |
| 1987 | Наталі Марке (фр. Nathalie Marquay)                       | Наталі Марке                                      | Наталі Марке                                     |
| 1988 | Сільві Бертен (фр. Sylvie Bertin)                         | Клаудія Фріттоліні (фр. Claudia Frittolini)       | Клаудія Фріттоліні                               |
| 1989 | Стефані Злотковскі (фр. Stephanie (Peggy) Zlotkowski)     | Стефані Злотковскі                                | Паскаль Меотті (фр. Pascale Meotti)              |
| 1990 | Гаель Вуарі (фр. Gaëlle Voiry)                            | Гаель Вуарі                                       | Гаель Вуарі                                      |
| 1991 | Марева Жорж (фр. Maréva Georges)                          | Марева Жорж                                       | Марева Жорж                                      |
| 1992 | Лінда Арді (фр. Linda Hardy)                              | Лінда Арді                                        | Лінда Арді                                       |
| 1993 | Вероніка де ла Крус (фр. Véronique de la Cruz)            | Вероника де ла Крус                               | Вероника де ла Крус                              |
| 1994 | Валері Клесс (фр. Valérie Claisse)                        | Радія Латідін (Radiah Latidine)                   | Валері Клессе                                    |
| 1995 | Мелоді Вільбер (фр. Mélody Vilbert)                       | Елен Лантуан (фр. Hélène Lantoine)                | Корін Лоре (фр. Corinne Lauret)                  |
| 1996 | Лора Бельвіль (фр. Laure Belleville)                      | Северін Деруаль (Séverine Deroualle)              | Лора Бельвіль (фр. Laure Belleville)             |
| 1997 | Патрисія Спеар (фр. Patricia Spehar)                      | Лора Бельвіль (фр. Laure Belleville)              | Патрисія Спеар                                   |
| 1998 | Софі Тальман (фр. Sophie Thalmann)                        | Вероніка Калок (фр. Véronique Caloc)              | Софі Тальман (фр. Sophie Thalmann)               |
| 1999 | Марева Галанте (фр. Mareva Galanter)                      | Сандра Бретон (фр. Sandra Bretones)               | Марева Галанте                                   |
| 2000 | Соня Роллан (фр. Sonia Rolland)                           | Карін Маєр (фр. Karine Meier)                     | Соня Роллан                                      |
| 2001 | Елоді Госсюен (фр. Élodie Gossuin)                        | Еммануель Шосса (фр. Emmanuelle Chossat)          | Елоді Госсюен                                    |
| 2002 | Сильвія Тельє (фр. Sylvie Tellier)                        | Каролін Шаморан (фр. Caroline Chamorand)          | Сильвія Тельє                                    |
| 2003 | Корін Коман (фр. Corinne Coman)                           | Віржині Дюбуа (фр. Virginie Dubois)               | Еммануель Шосса                                  |
| 2004 | Летиція Блеже (фр. Lætitia Bléger)                        | Летиція Марциняк (фр. Lætitia Marciniak)          | Летисия Блеже                                    |
| 2005 | Синді Фабр (фр. Cindy Fabre)                              | Синді Фабр                                        | Синді Фабр                                       |
| 2006 | Александра Розенфельд (фр. Alexandra Rosenfeld)           | Лора Фаскель (фр. Laura Fasquel)                  | Александра Розенфельд                            |
| 2007 | Рашель Легрен-Трапані (фр. Rachel Legrain-Trapani)        | Рашель Легрен-Трапани                             | Рашель Легрен-Трапани                            |
| 2008 | Валері Бег (фр. Valérie Bègue)                            | Лора Тангі (фр. Laura Tanguy)                     | Лора Тангі                                       |
| 2009 | Хлоя Морто (фр. Chloé Mortaud)                            | Хлоя Морто                                        | Хлоя Морто                                       |
| 2010 | Маліка Менар (фр. Malika Ménard)                          | Вирджині Дешане (фр. Virginie Dechenaud)          | Маліка Менар                                     |
| 2011 | Лорі Тіллеман (фр. Laury Thilleman)                       |                                                   |                                                  |